# Clochán na Carraige

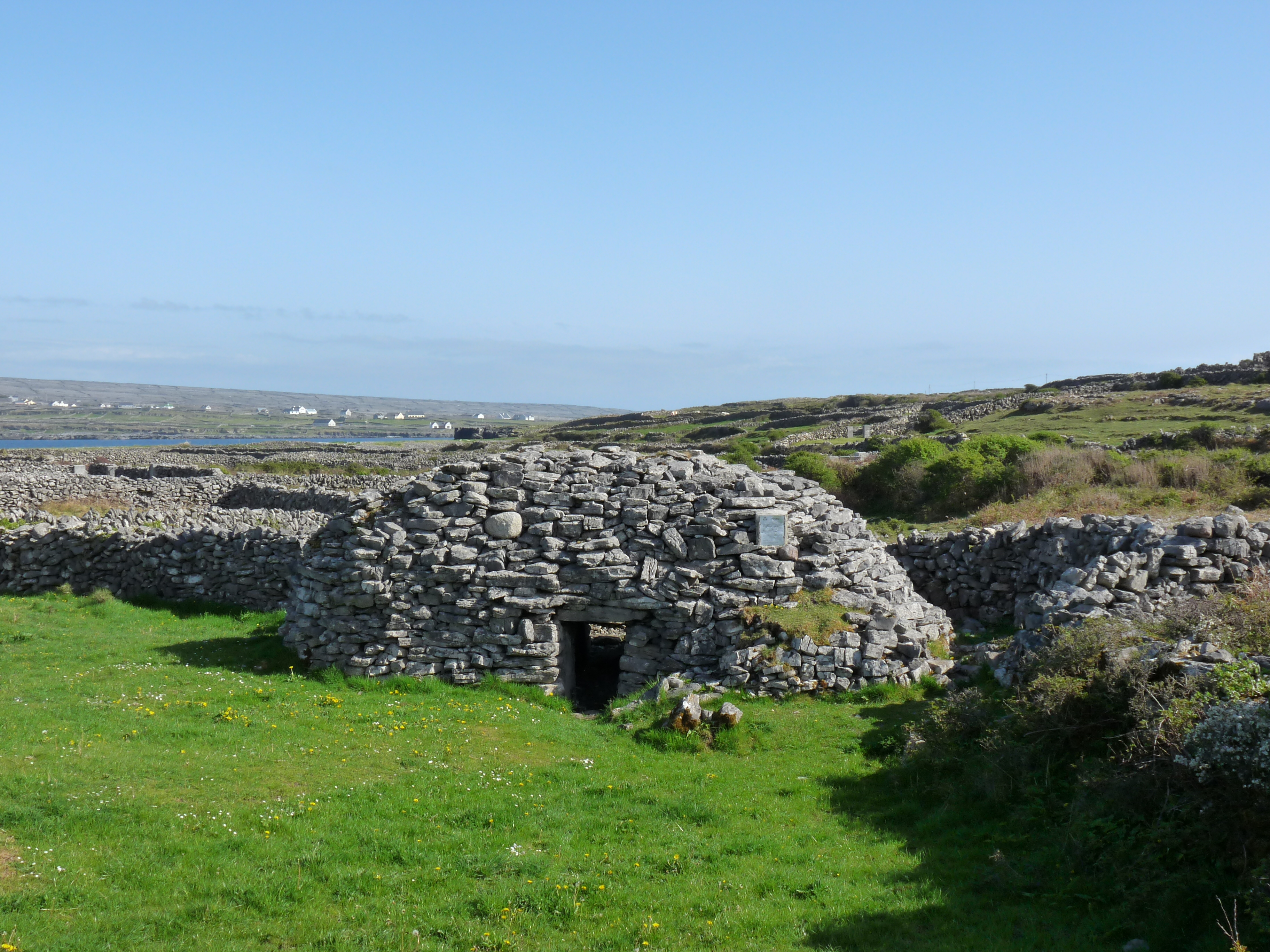
Ansicht

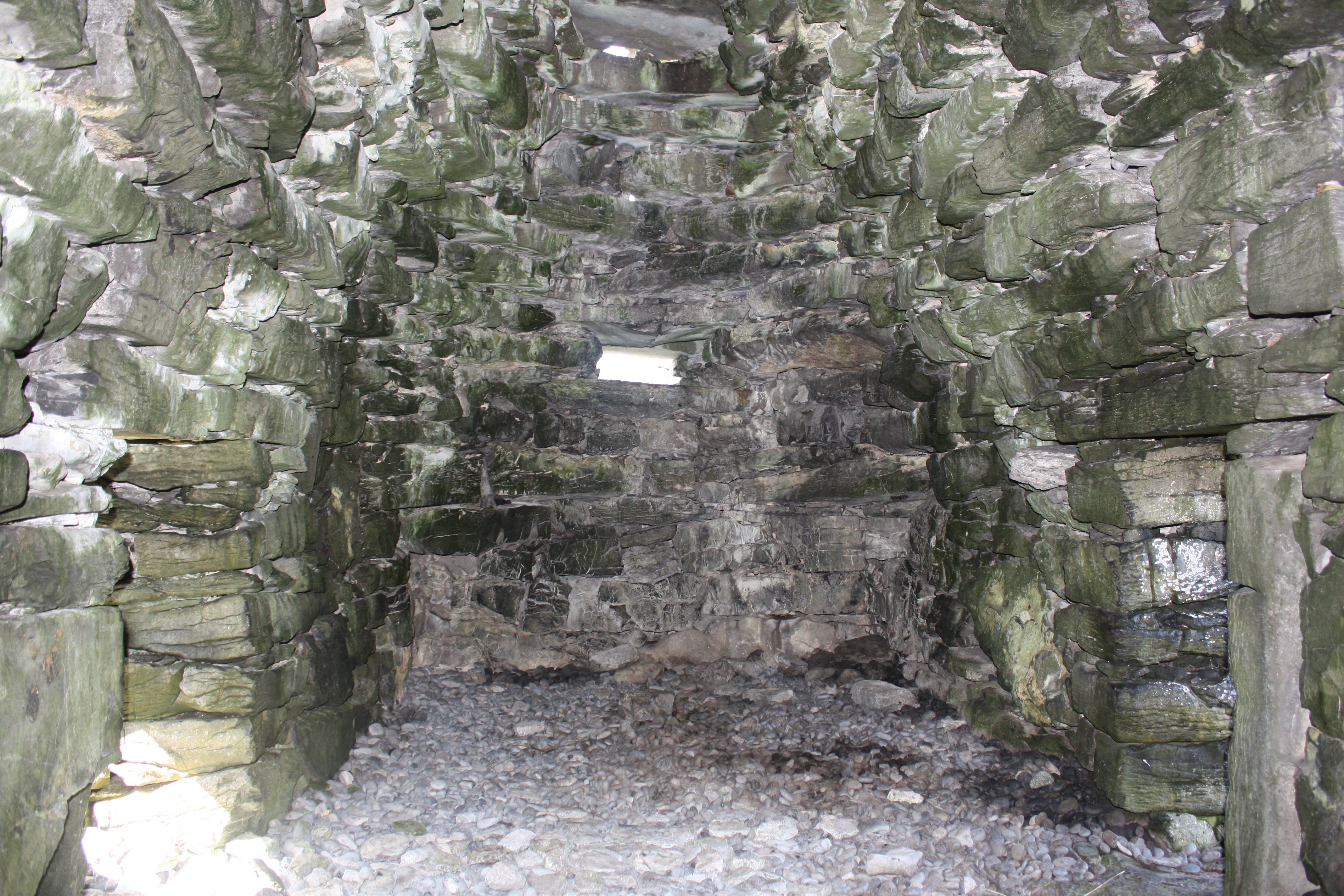
Innenansicht – Nordwestseite mit Fenster, vorne beidseitig die Zugänge

Der Clochán na Carraige [klɔxɑːn nə kaɾɪgʲə] (irisch für „Steinhütte des Felsens“) ist eine zu den Kraggewölbebauten aus Trockenmauerwerk zählende Bienenkorbhütte (englisch beehive hut; irisch clocháin). Er liegt auf einer Terrasse nordwestlich von Port Mhuirbhigh auf der Aran-Insel Inishmore im County Galway in Irland. Das außen ovale, innen rechteckige National Monument ist die besterhaltene Steinhütte Irlands.

## Beschreibung
Der Clochán ist etwa 6,0 m lang 2,35 m breit und 2,7 m hoch. Zwei niedrige, rechteckige, gegenüberliegende Zugänge führen ins Innere, das von einem Kraggewölbe bedeckt wird. Ein kleines Fenster im Südwesten spendet Licht. Der Clochán stammt vielleicht erst aus dem 17. oder 18. Jahrhundert, während die Bienenkorbhütten in Irland 1000 und mehr Jahre älter sind.